# الجاح (إب)

تعديل مصدري - تعديل

الجاح هي إحدى قرى عزلة ميتم بمديرية إب التابعة لمحافظة إب، بلغ تعداد سكانها 1108 نسمة حسب تعداد اليمن لعام 2004.